# カワラボウフウ属
カワラボウフウ属（カワラボウフウぞく、学名：Peucedanum、和名漢字表記：河原防風属）はセリ科の属の一つ。

## 特徴
多年草で、一般に無毛。葉は羽状複葉か3出羽状複葉。花は白色が多いが、ときに帯緑色、黄緑色、赤色がある。果実は平らで、分果の背隆条は細くて低く、側隆条は翼状に広がる。
世界に約120種知られ、日本には3種ある。

## 日本に分布する種
- ボタンボウフウ Peucedanum japonicum Thunb. var. japonicum - 本州中部以西、四国、九州、琉球、朝鮮半島南部、中国大陸、台湾、フィリピンに分布する[1]。沖縄県では長命草、サクナと呼び、葉を和え物、てんぷら、薬味(久米島ではヤギ汁の薬味とする)などの食用に利用する[2]他、青汁などの加工食品原料にも利用されつつある
- カワラボウフウ Peucedanum terebinthaceum (Fisch. ex Trevir.) Fisch. ex Turcz. - 北海道、本州、四国、九州、シベリア東部、アムール、ウスリー、千島列島、サハリン、朝鮮半島、中国大陸に分布する[1]。
- ハクサンボウフウ Peucedanum multivittatum Maxim. – 日本固有種[3]。北海道、本州の中部地方以北に分布する[1]。

## ギャラリー

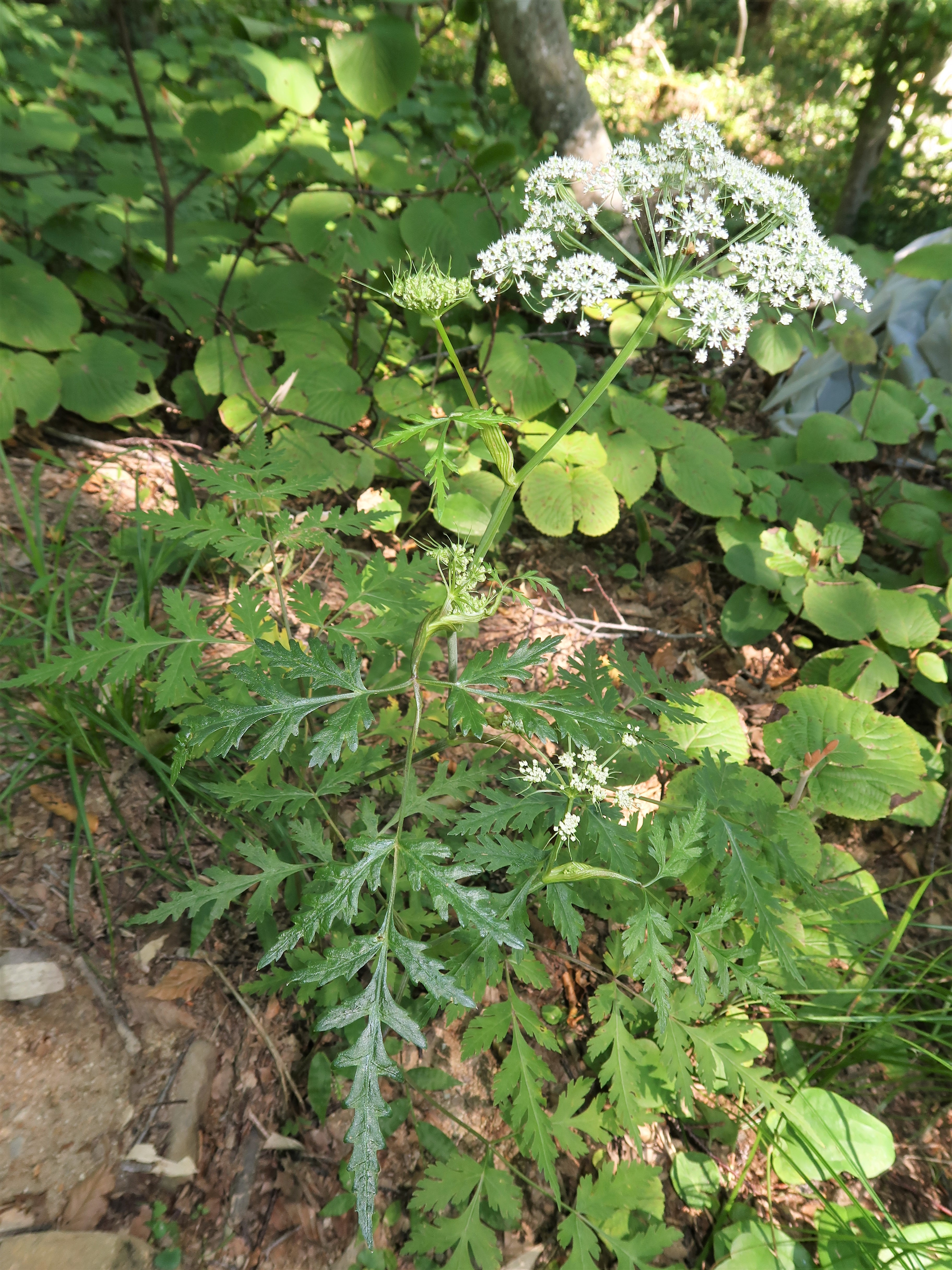
カワラボウフウ
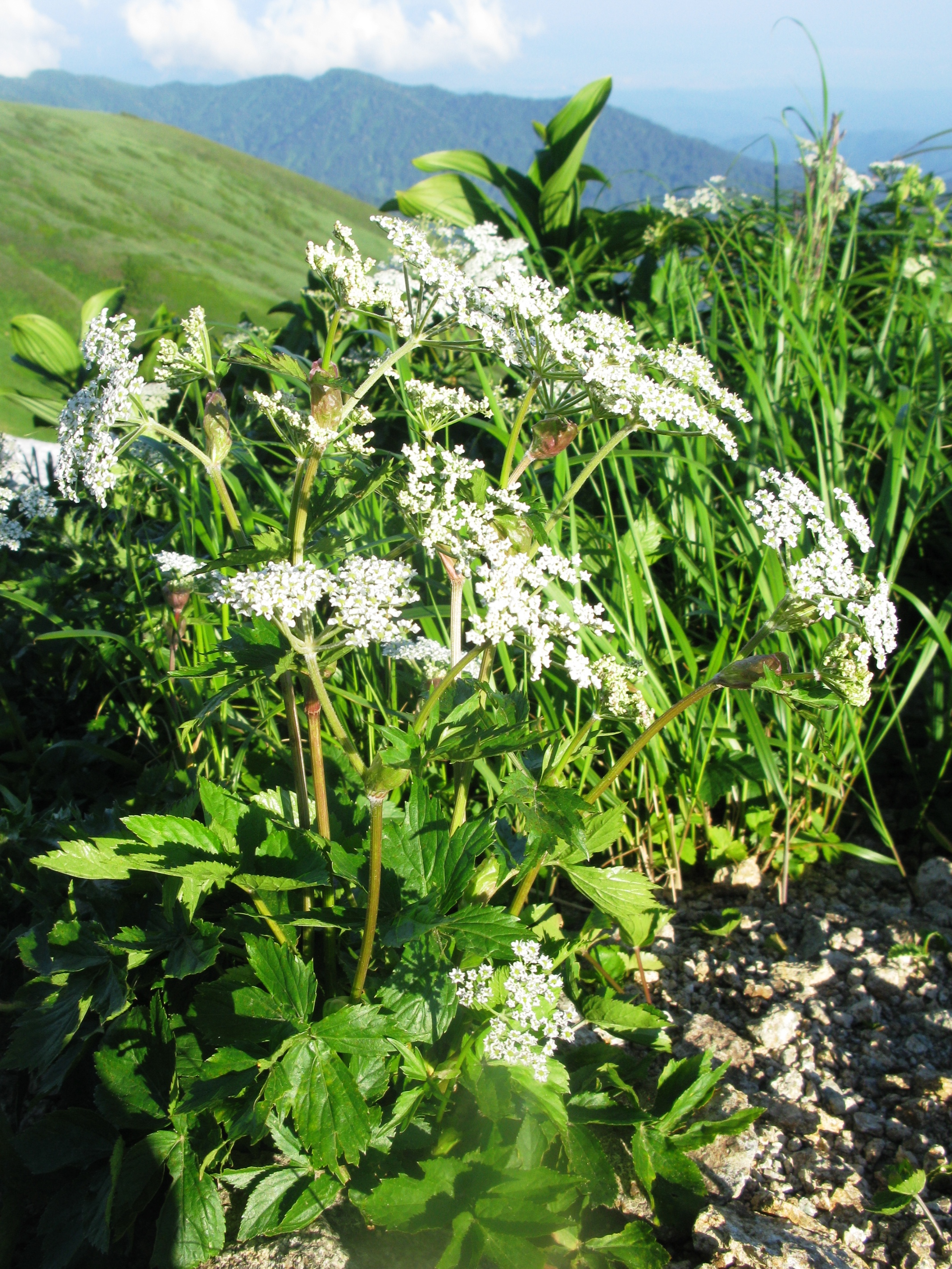
ハクサンボウフウ